# Le tre notti di Eva
Le tre notti di Eva (The Birds and the Bees) è un film del 1956 di Norman Taurog. È un remake di Lady Eva (The Lady Eve) girato nel 1941 da Preston Sturges, comunque autore della sceneggiatura.